# باتريك بلان

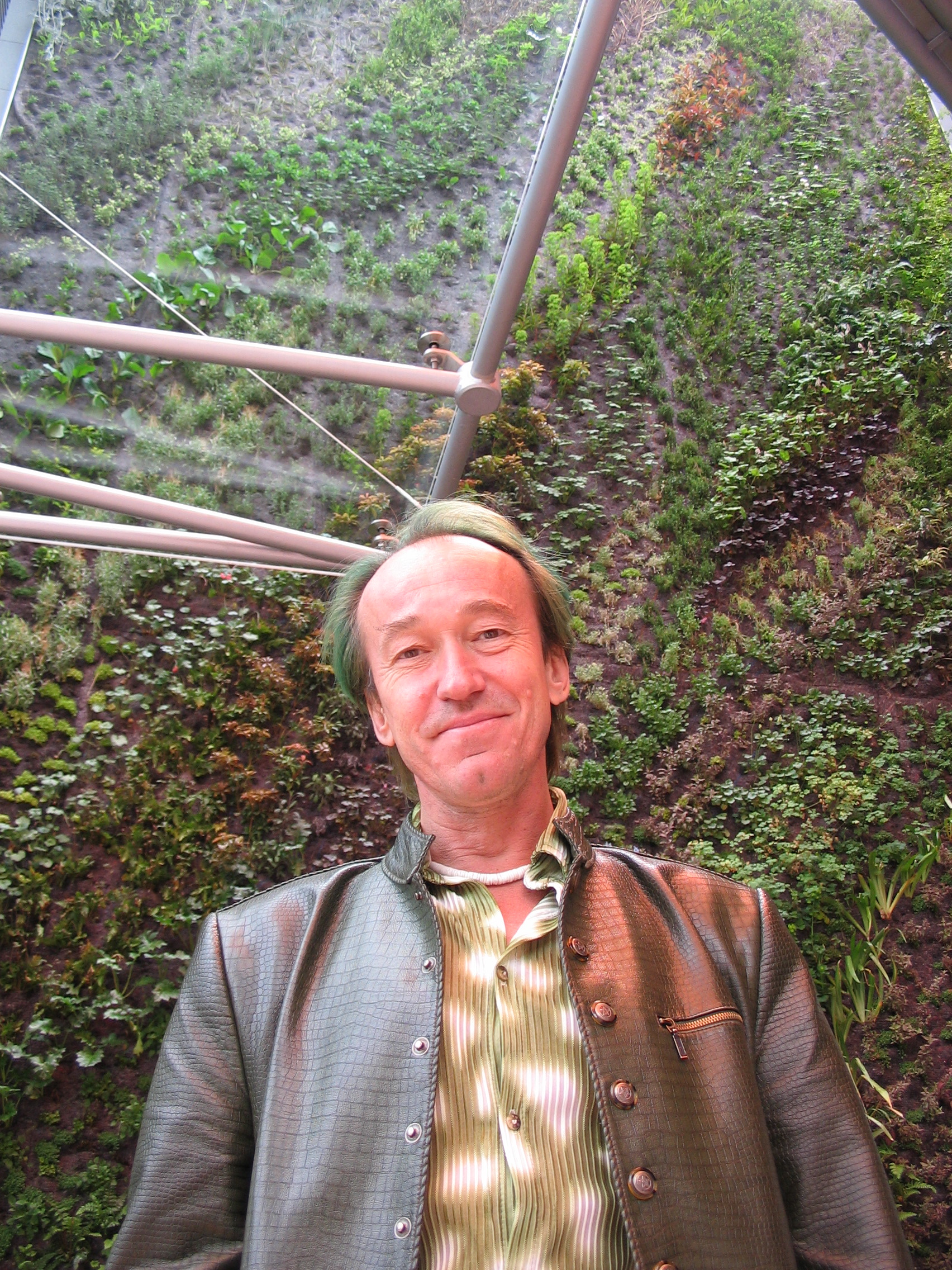
باتريك بلان (Patrick Blanc)

باتريك بلان (بالفرنسية: Patrick Blanc)‏ (ولد في 3 حزيران/يونيو 1953 في باريس) هو عالم نبات فرنسي.
معروف لأنة وضع تقنية الحديقة الرأسية أو الجدار النباتي.
درس في جامعة باريس السادسة تي بيار ماري كوري (Paris VI Pierre et Marie Curie) حيث تخرج في عام 1989.
في عام 1972 لأول مرة ذهب في رحلة إلى تايلاندا وماليزيا ودرس هناك نمو النباتات على الصخور وعلى الأشجار المتشابكة.
باحث في المركز الوطني للبحوث العلمية (CNRS: Centre National de la Recherche Scientifique) منذ عام 1982 ورئيس مختبر بيولوجيا للنبات الاستوائي في جامعة باريس السادسة (Paris VI).

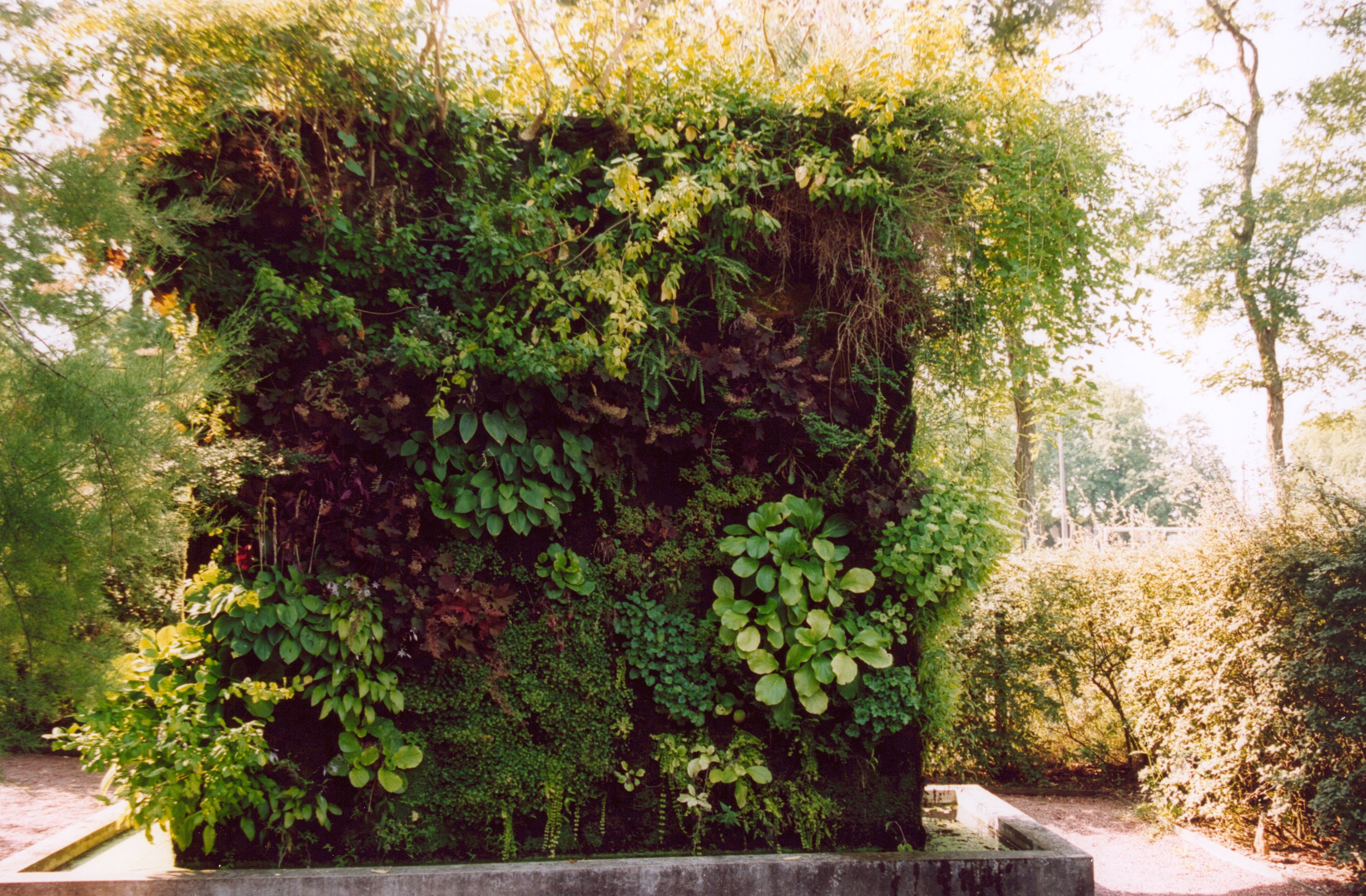
جدار نباتي - فرنسا

## مشاريع
- متحف دو قاي برانلي (Musée du quai Branly) في باريس ، بالتعاون مع جان نوفيل
- متحف المنتدى كايكسا للفن (Caixa Forum Art Museum) في مدريد ، التي صممها هرتزوغ دي ميورون

## معرض صور

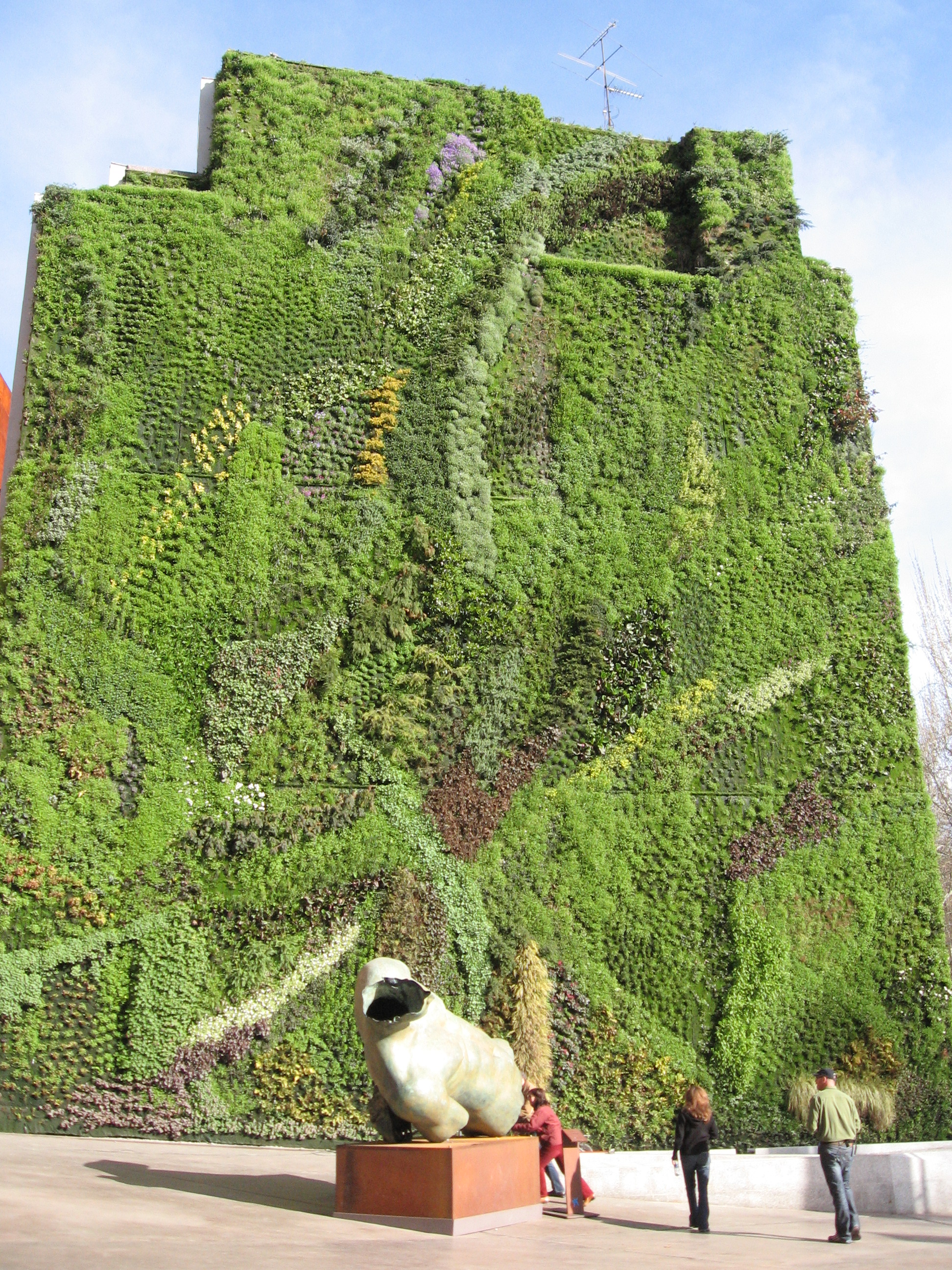
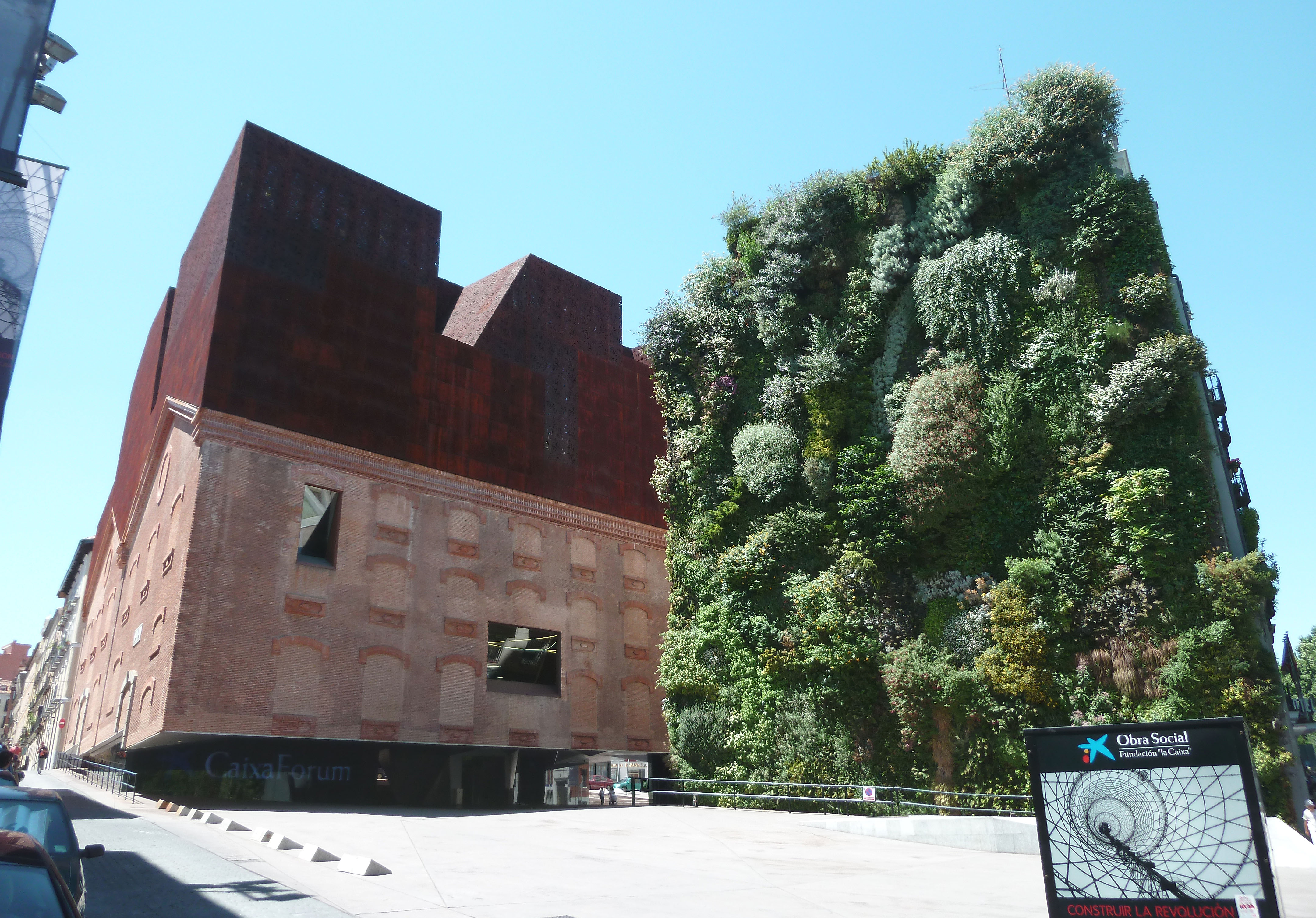
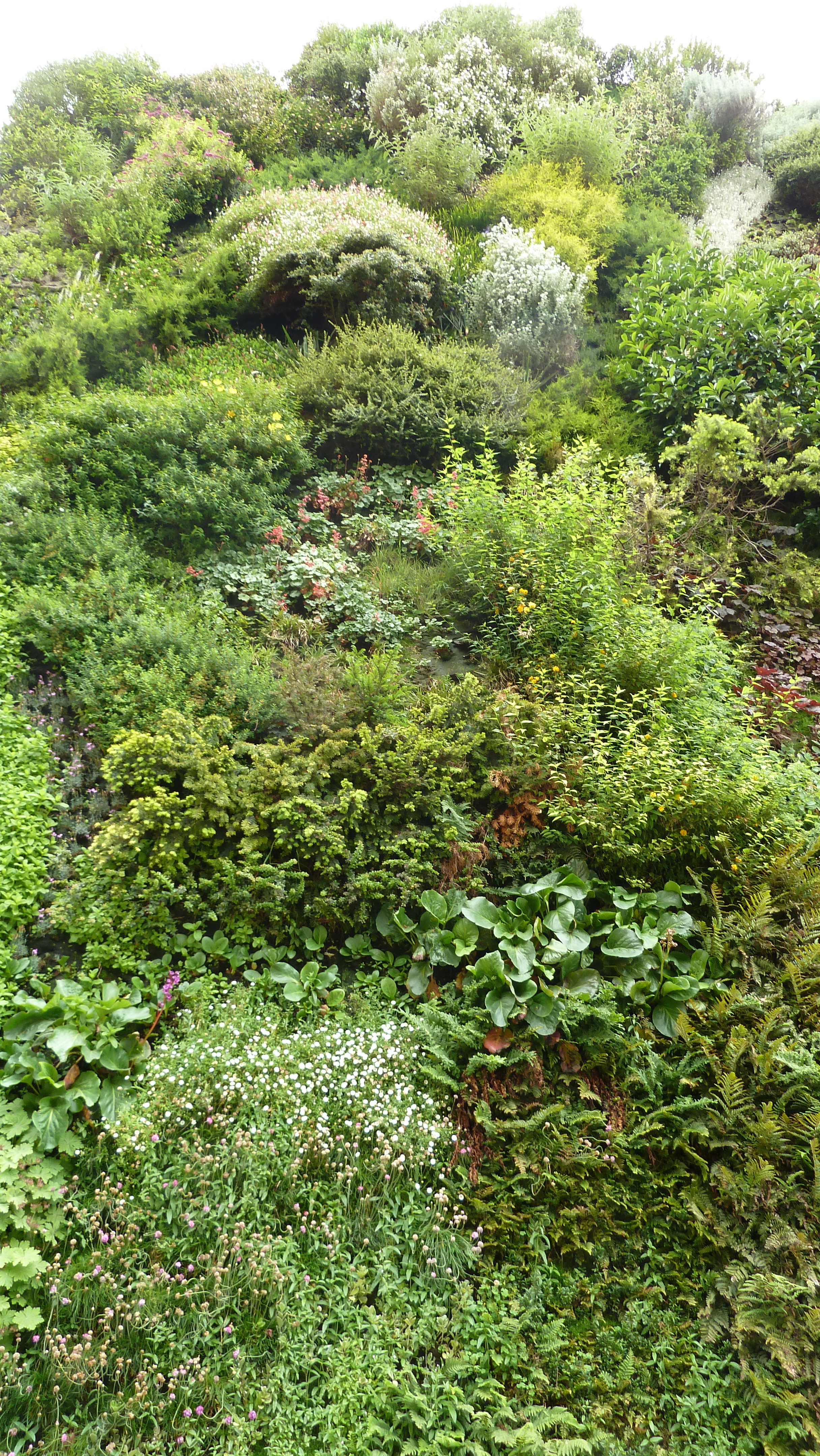
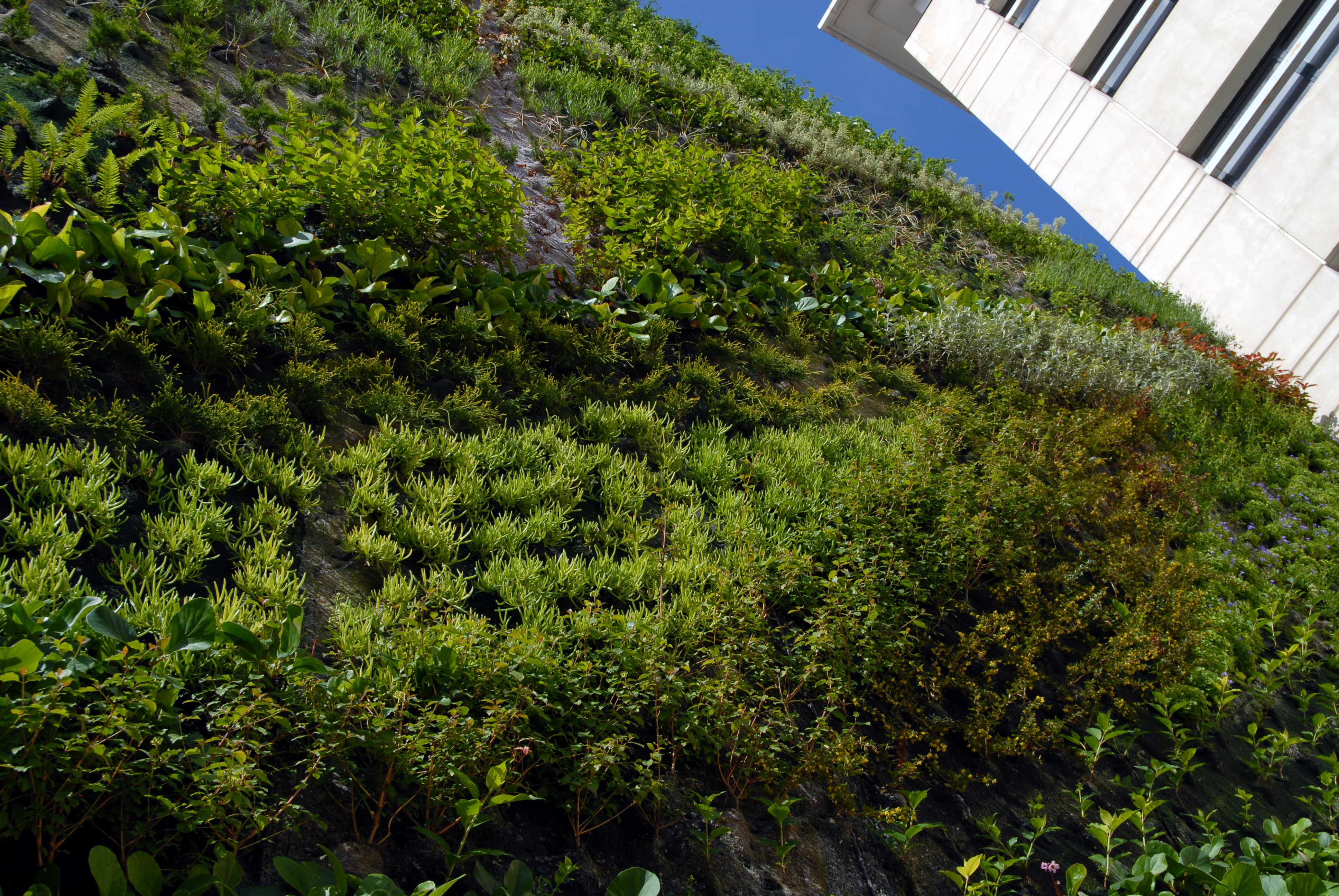
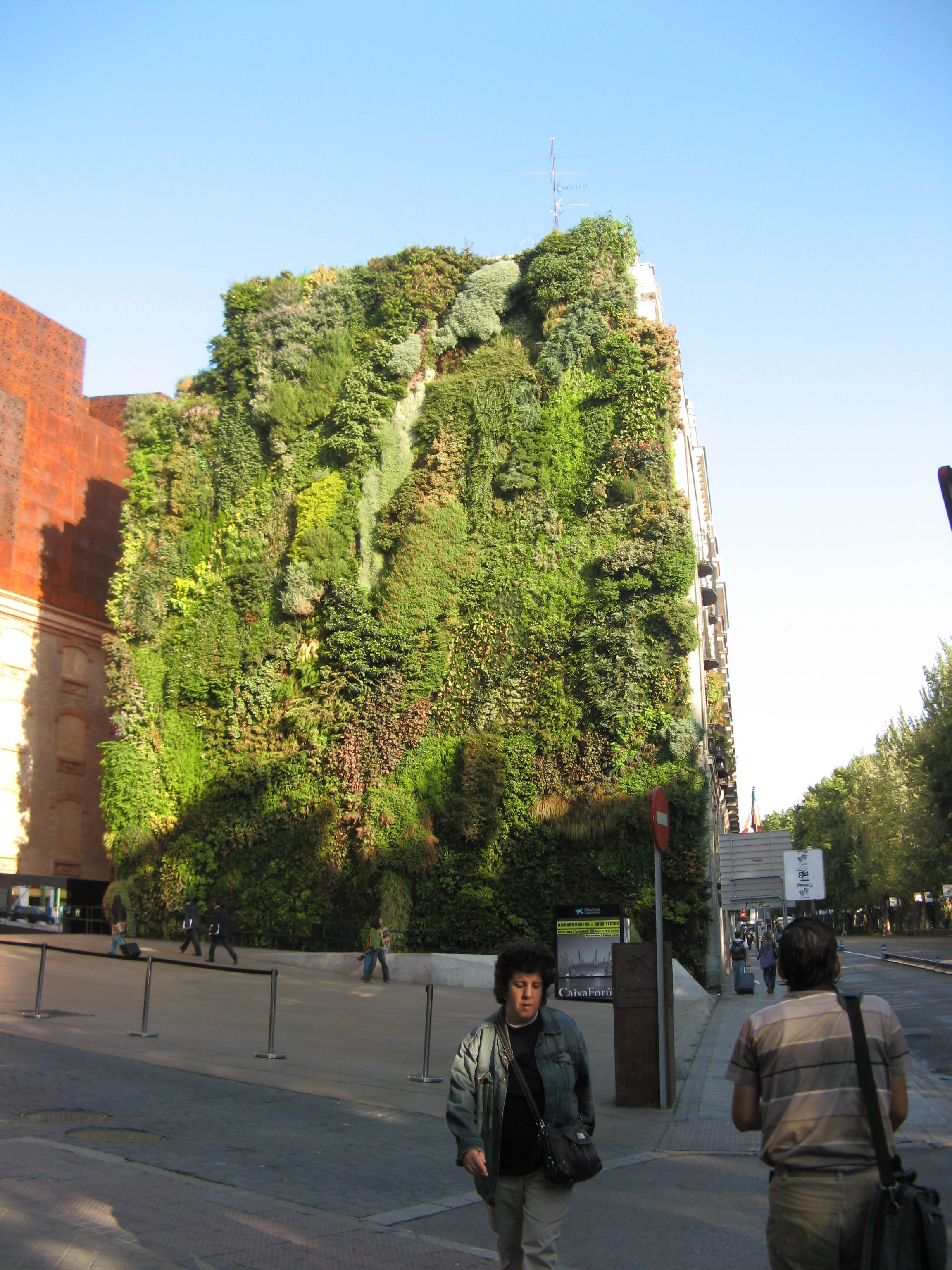